# Episodi di Paso adelante (sesta stagione)
| n° originale | Titolo originale                        | Titolo italiano streaming           | nº | Titolo italiano             | Prima TV Spagna  | Prima TV Italia  |
| ------------ | --------------------------------------- | ----------------------------------- | -- | --------------------------- | ---------------- | ---------------- |
| 1            | Un hombre en casa                       | Un uomo in casa                     | 1  | Vivere da sole              | 23 gennaio 2005  | 10 novembre 2006 |
| 1            | Un hombre en casa                       | Un uomo in casa                     | 2  | Inquilino indesiderato      | 23 gennaio 2005  | 13 novembre 2006 |
| 2            | El concurso                             | Il concorso                         | 3  | Un figlio in prestito       | 30 gennaio 2005  | 14 novembre 2006 |
| 2            | El concurso                             | Il concorso                         | 4  | Chi la fa l'aspetti         | 30 gennaio 2005  | 15 novembre 2006 |
| 3            | Nos estamos ganando el cielo            | Ci stiamo guadagnando il paradiso   | 5  | Un nuovo musical            | 6 febbraio 2005  | 16 novembre 2006 |
| 3            | Nos estamos ganando el cielo            | Ci stiamo guadagnando il paradiso   | 6  | Uno spettacolo trasgressivo | 6 febbraio 2005  | 17 novembre 2006 |
| 4            | Por qué me gustan las películas de amor | Perché mi piacciono in film d'amore | 7  | Il valore dell'amicizia     | 13 febbraio 2005 | 20 novembre 2006 |
| 4            | Por qué me gustan las películas de amor | Perché mi piacciono in film d'amore | 8  | Test di gravidanza          | 13 febbraio 2005 | 21 novembre 2006 |
| 5            | Cambiarse de acera                      | Cambiare sponda                     | 9  | L'amore è cieco             | 20 febbraio 2005 | 22 novembre 2006 |
| 5            | Cambiarse de acera                      | Cambiare sponda                     | 10 | Un regalo da collezione     | 20 febbraio 2005 | 23 novembre 2006 |
| 6            | El telegrama                            | Il telegramma                       | 11 | Amori diversi               | 27 febbraio 2005 | 24 novembre 2006 |
| 6            | El telegrama                            | Il telegramma                       | 12 | Vendetta                    | 27 febbraio 2005 | 27 novembre 2006 |
| 7            | Lío en Las Vegas                        | Confusione a Las Vegas              | 13 | Il primo amore              | 6 marzo 2005     | 28 novembre 2006 |
| 7            | Lío en Las Vegas                        | Confusione a Las Vegas              | 14 | Gioco a quiz                | 6 marzo 2005     | 29 novembre 2006 |
| 8            | El examen                               | L'esame                             | 15 | Nessun perdono              | 13 marzo 2005    | 30 novembre 2006 |
| 8            | El examen                               | L'esame                             | 16 | Un esame da dimenticare     | 13 marzo 2005    | 1º dicembre 2006 |
| 9            | El cubo, la caravana y el remolque      | Il cubo, la roulotte e il rimorchio | 17 | Passione improvvisa         | 20 marzo 2005    | 4 dicembre 2006  |
| 9            | El cubo, la caravana y el remolque      | Il cubo, la roulotte e il rimorchio | 18 | Casa dolce casa             | 20 marzo 2005    | 5 dicembre 2006  |
| 10           | Aún nos queda la tele                   | Ci resta solo la TV                 | 19 | Il sequestro                | 27 marzo 2005    | 6 dicembre 2006  |
| 10           | Aún nos queda la tele                   | Ci resta solo la TV                 | 20 | Silvia in bolletta          | 27 marzo 2005    | 7 dicembre 2006  |
| 11           | Cochino jabalí                          | Caccia al cinghiale                 | 21 | L'arresto di Jo Jo          | 3 aprile 2005    | 8 dicembre 2006  |
| 11           | Cochino jabalí                          | Caccia al cinghiale                 | 22 | La nuova cantante           | 3 aprile 2005    | 11 dicembre 2006 |
| 12           | Que viene el loco                       | La guardia matta                    | 23 | Solidarietà femminile       | 10 aprile 2005   | 12 dicembre 2006 |
| 12           | Que viene el loco                       | La guardia matta                    | 24 | La trappola                 | 10 aprile 2005   | 13 dicembre 2006 |
| 12           | Que viene el loco                       | La guardia matta                    | 25 | Parrucchiera creativa       | 10 aprile 2005   | 14 dicembre 2006 |
| 13           | La letra pequeña                        | La lettera minuscola                | 26 | Una strana guardia          | 17 aprile 2005   | 15 dicembre 2006 |
| 13           | La letra pequeña                        | La lettera minuscola                | 27 | Una cenetta romantica       | 17 aprile 2005   | 18 dicembre 2006 |
| 13           | La letra pequeña                        | La lettera minuscola                | 28 | La scomparsa di Salvador    | 17 aprile 2005   | 19 dicembre 2006 |
| 14           | Hombre al agua                          | Uomo in mare                        | 29 | Il licenziamento di Orazio  | 24 aprile 2005   | 20 dicembre 2006 |
| 14           | Hombre al agua                          | Uomo in mare                        | 30 | Uomo in mare                | 24 aprile 2005   | 21 dicembre 2006 |
| 14           | Hombre al agua                          | Uomo in mare                        | 31 | La nuova socia              | 24 aprile 2005   | 22 dicembre 2006 |

## Vivere da sole
- Titolo originale:
- Diretto da:
- Scritto da:

### Trama
Comincia il quarto anno. Lola, Ingrid e Silvia hanno intenzione di andare a vivere insieme per godersi la loro indipendenza, ma purtroppo ottenere un prestito per un affitto non è semplice. JoJo è ancora in cattivi rapporti con Juan e ha intenzione di lasciare l'appartamento in cui convivono. Lola è ancora alle prese con la tournée del suo musical durante il quale non ha fatto altro che litigare con Nacho, l'attore protagonista. Il regista però non contento dei due, decide di licenziarli. I professori si riuniscono dal ritorno dalle vacanze e Mariano comunica loro che il ministero ha proposto alla scuola di organizzare un corso di teatro musicale per i detenuti di cui si dovranno occupare Juan, Irene e Mariano. Inoltre quest'ultimo scoprirà che nel gruppo di detenuti c'è suo fratello Lucas, che gli darà molti problemi. Alicia vede per caso le foto delle vacanze di Silvia e scopre che le ha trascorse con Horacio. Quando chiede spiegazioni alla nipote lei risponde che loro due si sono incontrati casualmente e che non stanno insieme. La zia però l'avverte di stare attenta perché Horacio è un bugiardo e inoltre le consiglia di dedicare più tempo alle lezioni di danza che a quelle di recitazione.

## Inquilino indesiderato
- Titolo originale:
- Diretto da:
- Scritto da:

### Trama
Lola, Ingrid e Silvia non hanno abbastanza soldi per dividere un appartamento così cercano un quarto coinquilino. Juan vuole chiarire con JoJo, ma lei non è disposta a perdonarlo. Alicia incarica Silvia di sostenere gli esami di ammissione, ma per un impegno sopraggiunto chiede a Rober di sostituirla. Il ragazzo, che ha bisogno di soldi, promette a un candidato, Cesar, promozione sicura in cambio di duecento euro e lui accetta, ma quando scopre che lo sta imbrogliando rivuole i soldi. Horacio sta mettendo su un nuovo spettacolo e convince Silvia a fare la protagonista poiché crede che la ragazza abbia del potenziale. Lola scopre che il quarto coinquilino è Nacho e si arrabbia con le ragazze. Il padre di Lola va su tutte le furie quando scopre che nell'appartamento in cui vive la figlia c'è un ragazzo e quando riceve una telefonata da Pedro dall'America gli dice che la figlia sta con un altro.

## Un figlio in prestito
- Titolo originale:
- Diretto da:
- Scritto da:

### Trama
Silvia è stanca di farsi massacrare dalla zia e Horacio cerca di consolarla, ma la ragazza finisce per innamorarsi di lui. Rober scopre che il suo nuovo compagno di stanza è Cesar e lo tormenta per riavere i soldi. La scuola deve presentarsi ad un concorso per vincere la borsa di studio di musica e Rober cerca di convincere Mariano a far partecipare lui. Carmen, tuttavia, pensa che presentare un altro candidato darà più possibilità alla scuola così decide di chiamare Marta. Questo però porta i due a gareggiare contro e quando cercano di imbrogliare, ciò fa perdere punti alla scuola. Diana lascia a Juan suo figlio per un po', ma il padre non sa come tenerlo a bada. Nacho propone a Lola di lavorare insieme in un locale dove dovranno esibirsi e lei accetta perché vuole mettere da parte i soldi per andare a Los Angeles. Lola riceve finalmente una lettera da Pedro con allegato un biglietto aereo. La ragazza non perde tempo e corre a fare la valigia.

## Chi la fa l'aspetti
- Titolo originale:
- Diretto da:
- Scritto da:

### Trama
Quando Nacho viene a sapere da Silvia che Lola non si esibirà, va su tutte le furie. Inoltre Lola scopre che il biglietto aereo è scomparso e rovina l'esibizione di Nacho convinta che fosse stata lui a prenderlo. Juan insiste nel voler chiarire con JoJo che continua a non volerne sapere più di lui. I due finiscono intrappolati in una cella frigorifera e JoJo comincia a sentirsi male.

## Un nuovo musical
- Titolo originale:
- Diretto da:
- Scritto da:

### Trama
Nacho ridà il biglietto a Lola e stufo del contrasto che c'è tra i due ha intenzione di andarsene, ma Silvia cerca di farli andare d'accordo per non perdere l'inquilino. Fortunatamente Juan e JoJo vengono salvati in tempo e ritornano a casa sani e salvi. Lola riceve un messaggio da Pedro nel quale dice alla ragazza di non partire poiché sarà fuori per lavoro. Alicia sceglie Lola come protagonista di un musical, ma la ragazza rifiuta perché ha problemi in famiglia e cede la sua parte a Silvia. Rober finge di stare male perché non vuole fare la parte dell'antagonista nel musical, ma Alicia lo scopre e lo costringe a recitare.

## Uno spettacolo trasgressivo
- Titolo originale:
- Diretto da:
- Scritto da:

### Trama
Carmen, insieme a tutta la scuola, si reca a Puebla per interpretare il musical Jesus Christ Superstar. Gli abitanti del luogo sono entusiasti perché si aspettano di vedere una grande opera religiosa, ma non sanno che non è altro che un comedy-musical sulla vita di Gesù. Un membro del ministero annuncia che la scuola è sotto controllo e che stanno indagando su tutto il personale per verificare che tutto sia in regola. Questo però preoccupa Puri che è li con un curriculum falso e non ha alcun titolo amministrativo, così decide di consegnare dei documenti falsi, ma Carmen la scopre e decide di licenziarla. Ritorna Salvador, l'amico di JoJo, che è innamorato di lei ed è intenzionato a conquistarla.

## Il valore dell'amicizia
- Titolo originale:
- Diretto da:
- Scritto da:

### Trama
Il padre di Lola viene a sapere che gli hanno ridotto lo stipendio. Puri non vuole dire al marito che ha perso il lavoro. Fortunatamente Carmen decide di dare alla donna una seconda possibilità: la riassume come segreteria a patto che prenda il diploma. La donna accetta, ma tra lo studio e il lavoro comincia a trascurare i suoi doveri da casalinga e litiga col marito. Lola continua a litigare con Nacho.

## Test di gravidanza
- Titolo originale:
- Diretto da:
- Scritto da:

### Trama
Un congresso didattico di un istituto prestigioso di Los Angeles propone alla scuola di Carmen Arranz uno scambio di studenti. Naturalmente Lola è molto interessata perché così ha la possibilità di rivedere Pedro. Ma questa volta non è fortunata, infatti l'opportunità viene data a Nacho. Marta comincia ad avere gravi problemi di salute e si reca in ospedale per fare degli accertamenti. Mariano confessa a Juan che è follemente innamorato di una ballerina che si esibisce dietro un telo e di cui non conosce l'identità. Rober nota che Marta è molto misteriosa nei suoi confronti così si mette a indagare, pensando sia incinta. Così le fa un test di gravidanza a sua insaputa e scopre che non lo è.

## L'amore è cieco
- Titolo originale:
- Diretto da:
- Scritto da:

### Trama
Durante lo spettacolo Silvia si mette a improvvisare una dichiarazione d'amore diretta a Horacio. I due finiscono a letto insieme, anche se lui pensa che la loro relazione non può funzionare. Marta va in ospedale per sapere i risultati delle analisi e i medici le diagnosticano una cardiopatia, motivo per cui le consigliano di lasciare la danza poiché mette la sua vita in pericolo. Juan viene a sapere che la ballerina di cui è innamorato Mariano, è Eva, così cerca di combinargli un appuntamento senza rivelargli chi è. Quando la ragazza si reca all'appuntamento e cerca di spiegare a Mariano che è lei la ballerina, lui la manda via dicendo che sta aspettando una persona. Il giorno dopo Eva confessa a Mariano che è lei la ballerina che cercava. Quando Lola torna a casa sua, accompagnata da Puri, Silvia fa nascondere Horacio in bagno dove trova Nacho. Quando la donna però entra in bagno vede i due nudi e ne deduce che siano gay.

## Un regalo da collezione
- Titolo originale:
- Diretto da:
- Scritto da:

### Trama
A scuola si diffonde la voce che Horacio sia gay e lui si arrabbia. Lucas, il fratello di Mariano, viene rilasciato dal carcere e Juan lo ospita a casa sua. L'associazione ambientalista di JoJo vuole vendere un prezioso francobollo così Salvador chiede all'amica di tenerlo fino al giorno dell'asta. Lucas che ha un urgente bisogno di soldi è tentato dal rubarlo, ma decide di non cacciarsi nei guai. Un manager nota Rober, Cesar e Marta per esibirsi in una tournée e li invita a una festa. Nacho ricatta Horacio: gli chiede di lavorare come musicista nella compagnia musicale, altrimenti farà sapere che è stato a letto con un'allieva. Rober cerca di capire cos'ha Marta, ma lei fatica a confessarlo. A Silvia dà fastidio che Horacio tenga nascosta la loro relazione e si arrabbia con lui.

## Amori diversi
- Titolo originale:
- Diretto da:
- Scritto da:

### Trama
JoJo si accorge che il francobollo è sparito e va su tutte le furie quando scopre che Lucas in realtà è un truffatore e quindi sospetta che sia stato lui a prenderlo. Poi scopre che in realtà Irene l'ha accidentalmente aspirato nell'aspirapolvere e ora è irrecuperabile. Per evitare di finire nei guai, decidono quindi di comprarlo da un collezionista dividendo le spese. Quando Salvador va da JoJo per ritirare il francobollo scopre che è falso e finisce nei guai. In realtà si tratta di una truffa attuata da un finto collezionista e Lucas che scappano con la refurtiva. Durante la festa, Marta sale sul tetto dell'edificio e tenta il suicidio, ma Rober la salva in tempo. Il giorno dopo Rober chiede spiegazioni a Marta e lei, pur non dirgli la verità, gli racconta bugie e lo lascia. Alla fine Nacho riesce a farsi assumere, ma Horatio è ancora furibondo perché la scuola pensa che lui sia gay. In un momento di follia, Horacio urla di non essere omosessuale e bacia Silvia davanti a tutti, suscitando clamore da parte dei professori.

## Vendetta
- Titolo originale:
- Diretto da:
- Scritto da:

### Trama
Marta confessa a Cesar che non potrà più ballare. Lui le consiglia di parlarne con Rober, ma lei non vuole essere un peso per lui. Lola e Nacho riescono a trovare un po' di feeling nella musica e nel canto al punto che lui si innamorerà di lei. Lola scopre da un programma di gossip che Pedro si è fidanzato con un'attrice famosa e ci rimane male. Pedro invia a Lola un telegramma nel quale le spiega che la love story è tutta una montatura ideata dal suo produttore per farsi pubblicità. Il telegramma però arriva nelle mani di Nacho che non lo farà mai leggere a Lola. La ragazza convinta che Pedro non la ami più comincia a uscire con Nacho.

## Il primo amore
- Titolo originale:
- Diretto da:
- Scritto da:

### Trama
Ingrid viene a sapere della lettera di Pedro nascosta in malafede da Nacho, ma non fa in tempo ad avvertire l'amica che passa tutta la notte col ragazzo. Il giorno dopo Ingrid le mostra la lettera e Lola si rende conto di aver fatto una stupidaggine e litiga con Nacho. Intanto Alicia incontra a una festa Daniel, il suo primo fidanzato, che torna ad avere contatti con lei. Horacio e Silvia continuano la loro relazione segreta, ma la ragazza desidera dire la verità alla zia.

## Gioco a quiz
- Titolo originale:
- Diretto da:
- Scritto da:

### Trama
JoJo vuole aiutare Salvador e decide di partecipare a un quiz dove ci sono in palio 12.000 euro. La donna arriva in finale ma purtroppo scopre che il gioco è truccato e non vince niente. Nonostante i litigi, Nacho continua a provarci con Lola, ma lei vuole solo che se ne vada di casa. Torna Pedro che viene ben accolto da tutti i suoi compagni di scuola e Lola è felicissima di riaverlo accanto. Irene, Alicia, Silvia e Horacio partono per Las Vegas per partecipare a una campagna pubblicitaria. Lola organizza una cenetta romantica a casa sua, ma si intromette Nacho e comincia a essere nervosa. Rober viene a sapere che Lola è stata con Nacho e lo dice a Pedro.

## Nessun perdono
- Titolo originale:
- Diretto da:
- Scritto da:

### Trama
Rober scopre quello che c'è stato tra Lola e Nacho e, mosso dalla gelosia, lo racconta a tutti per confondere Pedro. Tutto questo accade durante un programma televisivo al quale partecipano e dopo che Pedro ha chiesto a Lola di sposarlo. Pedro rimane deluso dal tradimento di Lola e decide di ripartire per l'America, ma Nacho gli racconta la verità sperando possa cambiare idea. La relazione tra Rober e Marta si fa sempre più complicata visto che lei non si decide a raccontargli la verità. Dopo lo spettacolo, Horacio e Silvia decidono di trascorrere assieme l'ultima notte a Las Vegas e finiscono per sposarsi.

## Un esame da dimenticare
- Titolo originale:
- Diretto da:
- Scritto da:

### Trama
Tra Mariano e Eva comincia a instaurarsi un certo feeling. Pedro decide di dare una seconda possibilità a Lola. Alicia viene a sapere del matrimonio tra Horatio e Silvia e rimane sconvolta. Puri è molto nervosa per l'esame di stato così decide di copiare, ma la scoprono e viene bocciata. La donna però decide di non dire nulla e finge di averlo passato. Marta ha intenzione di esibirsi in un centro commerciale, ma Cesar cerca di dissuaderla siccome rischia la vita.

## Passione improvvisa
- Titolo originale:
- Diretto da:
- Scritto da:

### Trama
Mariano finisce per innamorarsi di Eva. Puri confessa a Lola che in realtà non ha passato l'esame di stato e si sente in colpa per aver mentito, così mentre è sul punto di dire la verità a Carmen riceve una telefonata in cui le viene comunicato che potrà ripetere l'esame e finalmente riesce a superarlo. Il giorno dopo la donna ha un mancamento e quando viene portata in ospedale scopre di essere incinta.

## Casa dolce casa
- Titolo originale:
- Diretto da:
- Scritto da:

### Trama
JoJo riceve una proposta di matrimonio da Salvador e lei accetta. Alicia pensa che l'unico motivo per cui Horacio stia con Silvia è per soldi. Il giorno dell'esibizione Cesar decide di confessare tutto a Rober che tenta di salvarla. Silvia propone a Horacio di andare a vivere insieme, ma scopre di non potersi permettere un appartamento perché ha il conto in banca bloccato così vanno a vivere in una roulotte. Lola, Ingrid e Nacho scoprono di essere stati derubati in casa e non hanno neanche i soldi per pagarsi l'affitto. Così decidono di andare a esibirsi in alcuni locali fuori Madrid per guadagnare qualcosa, ma non riescono a racimolare molto.

## Il sequestro
- Titolo originale:
- Diretto da:
- Scritto da:

### Trama
Il proprietario di casa va da Lola, Ingrid e Nacho per riscuotere l'affitto, ma quando i ragazzi dicono di non averli lui minaccia di cacciarli fuori di casa. Irene consiglia a Silvia di lasciare Horacio perché non è una persona seria, ma la ragazza si arrabbia e chiede di essere lasciata in pace. Quando Juan viene a sapere che JoJo si sposa ci rimane male. Marta si prepara per andare in ospedale ed essere operata. Intanto Rober e Cesar stanno preparando una canzone per esibirsi a un provino e vanno alla ricerca di una voce femminile.

## Silvia in bolletta
- Titolo originale:
- Diretto da:
- Scritto da:

### Trama
Nacho riesce a trovare i soldi per pagare l'affitto, ma quando Lola e Ingrid gli chiedono dove li ha presi lui si comporta in modo misterioso. Lola comincia a sospettare che il ragazzo vada a prostituirsi, ma alla fin scopre che a dargli i soldi è la madre. A Silvia non piace vivere in una roulotte e stanca del suo nuovo stile di vita decide di ritornare a vivere con le ragazze. Alicia cerca di convincere Silvia a lasciare Horacio, ma la ragazza non vuole e confessa alla zia che ha intenzione di sposarlo civilmente. Rober e Marta si chiariscono e tornano insieme. Tania, la nipote di Puri, arriva a Madrid con l'intenzione di costruirsi un futuro.

## L'arresto di JoJo
- Titolo originale:
- Diretto da:
- Scritto da:

### Trama
Silvia trova un lavoro e riesce a mettere dei soldi da parte, ma Horacio li spende per pagare i suoi debiti e comprare l'anello di fidanzamento. I due finiscono per litigare e Silvia decide di lasciarlo. Durante la sua lezione, JoJo viene arrestata. In realtà era una messa in scena per poter frequentare di nascosto un corso di preparazione per la sua missione ambientalista in Antartide. Rober sente cantare Tania sotto la doccia e scopre che ha una voce perfetta, così le propone di cantare con loro ma lei rifiuta.

## La nuova cantante
- Titolo originale:
- Diretto da:
- Scritto da:

### Trama
Silvia decide di perdonare Horacio e gli dà una seconda possibilità. Tania ha un urgente bisogno di soldi così accetta di cantare con Rober e Cesar solo se la pagheranno. Quando Juan viene a sapere la verità su JoJo si arrabbia. Horacio si rende conto che la sua relazione con Silvia non può funzionare così si lasciano.

## Solidarietà femminile
- Titolo originale:
- Diretto da:
- Scritto da:

### Trama
Nacho continua a provarci con Lola. Rober viene a sapere che Marta è uscita dall'ospedale ed è tornata a casa. Il ragazzo vuole approfittarne per conoscere i suoi genitori, ma l'impatto non è positivo: il padre di lei non gradisce la sua presenza. Juan offre la possibilità a Nacho di fare un duetto su una canzone registrata tempo fa da una cantante famosa, ma durante la registrazione il nastro si guasta.

## La trappola
- Titolo originale:
- Diretto da:
- Scritto da:

### Trama
Carmen, Eva, Alicia e Irene preparano un addio al nubilato speciale per JoJo. Horacio sceglie Erika come protagonista per una commedia e questo susciterà gelosia in Silvia che pensa che tra loro ci sia una storia. Il gruppo di Rober, Cesar e Tania ha l'opportunità di partecipare alla festa di un produttore importante, ma Tania decide di lasciare il gruppo e trova lavoro in un importante salone di bellezza.

## Parrucchiera creativa
- Titolo originale:
- Diretto da:
- Scritto da:

### Trama
Durante il suo primo giorno Tania brucia i capelli ad una cliente e viene allontanata. La ragazza decide poi di ritornare nel gruppo, ma durante il party scopre che il produttore non è altro che la cliente a cui lei ha bruciato i capelli. Questa la riconosce e Cesar fa di tutto per risolvere la situazione.

## Una strana guardia
- Titolo originale:
- Diretto da:
- Scritto da:

### Trama
Mentre il gruppo continua ancora ad esibirsi al concorso della Comunidad, il manager di Rober è ormai incantato da Tania e ritiene sia molto brava e bella. Quando poi Marta ritorna a scuola, dopo la sua convalescenza, e vede che Tania ha preso il suo posto, ha uno scontro violento con lei. Rober vorrebbe farla tornare, ma il manager è di tutt'altra idea. Silvia propone a Horacio di tornare insieme, ma lui non vuole. Lola scopre che Pedro è tornato a Madrid per la prima del suo film e ci rimane male perché non l'ha invitata.

## Una cenetta romantica
- Titolo originale:
- Diretto da:
- Scritto da:

### Trama
A scuola esplode un incendio, ma stranamente i sistemi di sicurezza non entrano in funzione e fortunatamente JoJo riesce a spegnerlo. Carmen incarica Juan di rivedere i sistemi di sicurezza e quando lui si preoccupa delle revisione ad un certo punto si sente male e JoJo gli pratica la respirazione bocca a bocca che alla fine porterà i due a baciarsi realmente. Pedro ritorna di nuovo a Madrid e propone a Lola, dopo una cena romantica, di andare a vivere insieme a Los Angeles. Inoltre le confessa che per questioni di contratto la loro relazione dovrà rimanere segreta, ma la ragazza non sembra molto entusiasta.

## La scomparsa di Salvador
- Titolo originale:
- Diretto da:
- Scritto da:

### Trama
Dopo il bacio dato a Juan, JoJo è confusa sui suoi sentimenti. Manca una settimana al suo matrimonio, ma scopre che Salvador è disperso in mare. Una giornalista di gossip scopre che Pedro è fidanzato e quando durante un'intervista gli chiede della sua storia, lui nega tutto facendo arrabbiare Lola. I due litigano e Lola preferisce allontanarsi da lui. Rober, Cesar e Tania riescono a incidere il loro primo disco, ma per riuscire ad avere un contratto dovranno vendere almeno cinquemila copie. Quando scoprono che le vendite del loro CD non sono soddisfacenti, decidono di ordinare a carico della scuola quattromila copie, ma quando Puri se ne accorge cerca di annullare l'ordine.

## Il licenziamento di Orazio
- Titolo originale:
- Diretto da:
- Scritto da:

### Trama
Salvador viene ritrovato così JoJo parte per raggiungerlo e lascia una lettera a Juan. Silvia viene a sapere che suo padre è morto e alla lettura del testamento si scopre che il padre ha lasciato tutta l'eredità alla figlia, anche se Alicia sperava le spettasse qualcosa. Così chiede a Carmen un aumento di stipendio, ma la donna non vuole per non gravare sul budget della scuola. Di conseguenza decide di licenziare Horacio. Lola riceve una lettera da Pedro nella quale dice che verrà a farle visita un produttore per farle un provino per un film, però Nacho fa partecipare Ingrid. Silvia decide di sfrattare la zia da casa sua.

## Uomo in mare
- Titolo originale:
- Diretto da:
- Scritto da:

### Trama
Ingrid scopre che quel produttore era venuto a fare il provino a Lola e si rende conto che Nacho l'ha imbrogliata, ma lui la convince ad accettare il ruolo perché Lola non lo vuole. Quando Lola viene contatta dal produttore, scopre l'inganno e finisce per litigare sia con Nacho che con Ingrid. Alla fine il produttore vuole ripetere il provino sia a Lola che a Ingrid. Juan scopre la lettera di JoJo troppo tardi e quando cerca di raggiungerla non riesce a fermarla. Così decide di imbucarsi in un container per raggiungerla, ma finisce in una nave russa che lo getta in mare. Silvia ritorna con Horacio e vanno a vivere insieme nella casa del padre. Lui ha intenzione di comprare un teatro e decide di dare come anticipo un prezioso orologio della famiglia di Silvia a insaputa della ragazza. Ma Alicia viene a saperlo e gli tende una trappola.

## La nuova socia
- Titolo originale:
- Diretto da:
- Scritto da:

### Trama
Lola e Ingrid si esibiscono al provino e quest'ultima viene scelta per recitare come attrice in un film hollywoodiano. Lola nonostante ci sia rimasta male, chiarisce con l'amica e le augura buona fortuna. Poco dopo affronta Nacho per averla imbrogliata, ma lui le confessa che voleva stare con lei. Alicia riesce a recuperare l'orologio di famiglia per mostrare a Silvia che Horacio sta con lei per interesse e la ragazza si arrabbia con lui. Juan viene recuperato in mare e torna a Madrid. Silvia propone a Carmen di diventare nuova socia della scuola investendo il suo denaro per la stessa. Ingrid saluta e parte per Los Angeles. Juan ha perso ogni speranza fino a che appare JJ e i due si baciano.  